# Den Dungen

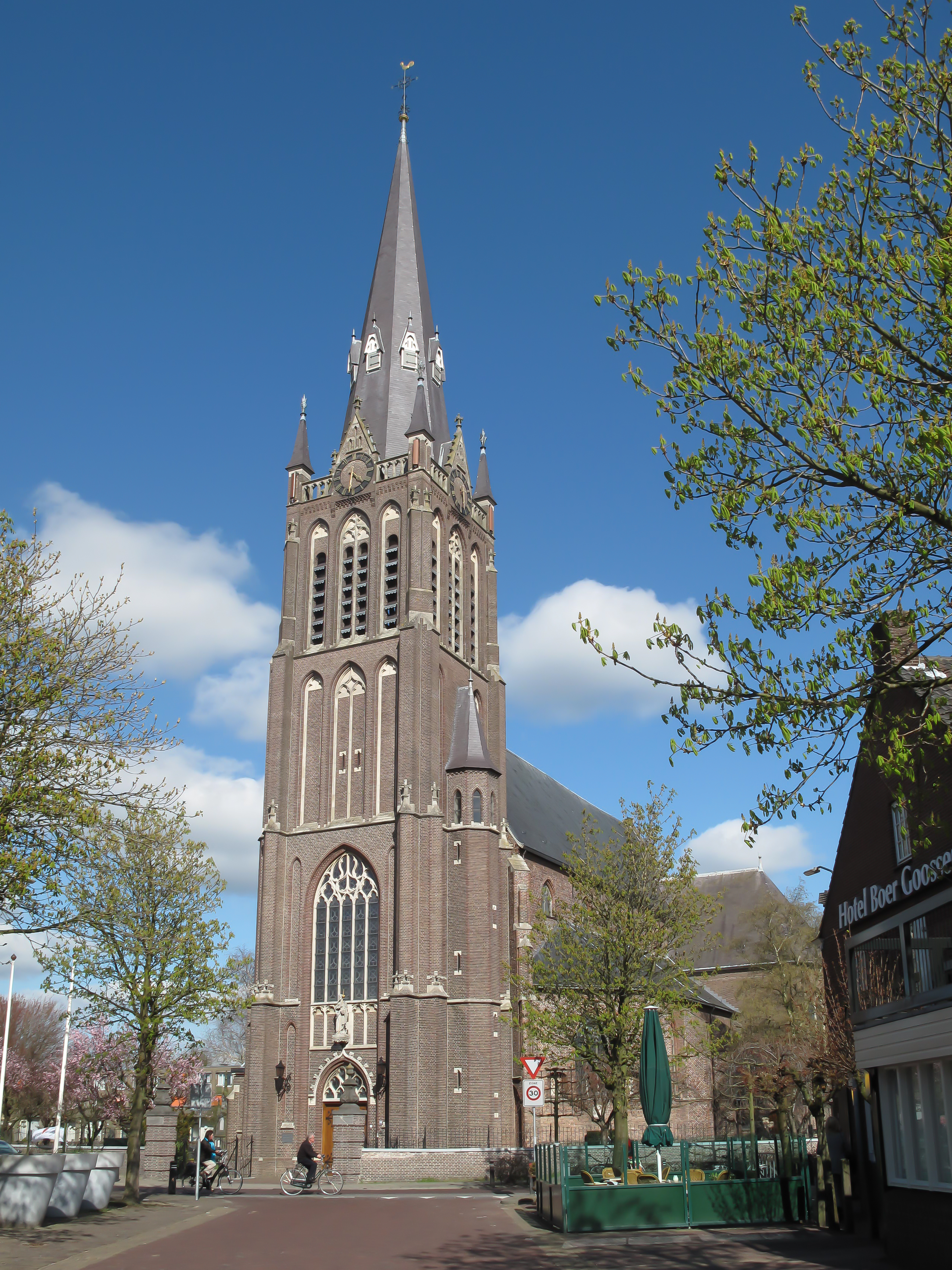
Sint-Jacobus de Meerderekerk

Den Dungen is een dorp  in de Nederlandse provincie Noord-Brabant, gelegen in de Meierij van 's-Hertogenbosch. Den Dungen had op 1 januari 2023 4.875 inwoners, op een oppervlakte van 8,37 km². 
Het dorp hoort sinds de gemeentelijke herindeling van 1996 bij de gemeente Sint-Michielsgestel, daarvoor was het een zelfstandige gemeente. Het dorp Maaskantje zit tegen Den Dungen aangeplakt en vormt er een tweelingdorp mee. Den Dungen en Maaskantje vormen wel één parochie, namelijk die van Jacobus de Meerdere (Den Dungen), maar behoorden voorheen tot verschillende gemeentes: Den Dungen was tot 1996 zelfstandig, terwijl Maaskantje al vanouds onder Sint-Michielsgestel viel.
Den Dungen is in vriendschap verbonden met het plaatsje Portishead (Somerset) in Engeland.

## Ligging
Den Dungen ligt tussen Berlicum en Sint-Michielsgestel. Naburige kernen zijn Maaskantje en Rosmalen.
Dichtstbijzijnde grote stad is 's-Hertogenbosch.

## Toponymie
De inwoners woonden, vanwege wateroverlast, op die dunghen, ofwel op de hoge zandruggen. Daar is het dorp naar vernoemd.
Tijdens het carnaval heet het dorp Krabberdonk. Die naam komt van de moeskrabber, een soort scheldnaam voor boeren.

## Dungense geschiedenis

### Archeologie
Archeologische opgravingen hebben aan het licht gebracht dat er in de Middenbronstijd (ca. 1800-1200 voor Chr.) al een nederzetting in Den Dungen was, namelijk op de zogenoemde Eikendonk. Dit was een natuurlijke verhoging die lag in het Bossche Broek. Op en nabij de Eikendonk zijn zelfs nog oudere – losse – archeologische vondsten gedaan, namelijk een vuurstenen bijl van ca. 3000 voor Chr. en een bijl uit de Michelsbergcultuur (4400 – 3500 voor Chr.), maar van een nederzetting uit deze perioden is (nog) geen materiaal gevonden. Ter plaatse zijn wel bewoningssporen uit recentere tijden aangetroffen, zoals uit de IJzertijd (700 v Chr. tot begin van onze jaartelling) en de Romeinse tijd. Datering van het vondstmateriaal wijst er evenwel op dat er hier een onderbreking van de bewoning is geweest. Een andere oude verblijfplek was op de Drieburcht, nabij de Aa. Daar zijn stukjes vuursteen uit het Mesolithicum (Midden Steentijd, 8800-5300 v.Chr.) gevonden. Sporen van een nederzetting zijn hier echter niet gevonden.

### Groei naar dorp
De “moderne” nederzettingsgeschiedenis van Den Dungen vangt voor zover nu bekend aan in de 14e eeuw. In een te Brussel bewaard grondcijnsboek van de Meierij van de hertog van Brabant uit 1340 worden de personen vermeld die in de cijnskring "Dunghen", die onder meer het tegenwoordige Den Dungen omvatte, betalingsplichtig waren. In latere geschriften uit dezelfde eeuw wordt onder andere gesproken over "op die Dunghen". Een verwijzing naar de natuurlijke verhogingen in het lage en drassige landschap rondom 's-Hertogenbosch, de zogenaamde donken. In het voornoemde grondcijnsboek uit 1340 is ook al sprake van een dijk. De strijd tegen het water is tot in de 20e eeuw gebleven. Overstromingen en dijkdoorbraken hebben de bevolking door de eeuwen heen zeer veel last bezorgd. In 1610 werd door de hertog van Brabant het verzoekschrift ingewilligd om een nieuwe dijk om Den Dungen aan te mogen leggen. Maar op de Keer, waar het grondgebied van Sint-Michielsgestel begon, hield de dijk op. Zo had de dijk nog niet veel nut. Dat veranderde echter toen in 1649 ook op Gestels grondgebied een dijk werd aangelegd, die aansloot op de Dungense dijk. Zo ontstond de ringdijk die het hele dorp tegen water moest beschermen. Dat dat meerdere keren niet is gelukt, laten de wielen zien. Dit zijn waterplassen, die zijn ontstaan door dijkdoorbraken. Zij zijn op de dag van vandaag de stille getuigen van de grote waterproblemen die het dorp eens teisterden.
Vroeger werd in vele publicaties over Den Dungen beweerd dat het dorp zou zijn ontstaan vanuit drie donken. Dit is echter niet juist. Her en der lagen veel meer van die natuurlijke verhogingen zoals: Zeterdonk, Poeldonk, Eikendonk, de Keer, de Sporkt, 't Litseland, de Nijvelaar, Rijndonk en Hooidonk. Op deze plekken ontstonden overal kleine woonkernen. De buitendijks gelegen woonkernen in het Bossche Broek werden geleidelijk aan, vanwege de wateroverlast, verlaten; de bewoning concentreerde zich binnendijks. Een andere ontwikkeling was dat er steeds meer bebouwing kwam langs de doorgaande wegen die woonkernen met elkaar verbonden; de verschillende woonclusters groeiden als het ware naar elkaar toe.

### Relatie met ’s-Hertogenbosch
Den Dungen behoorde tot 1810 tot de Vrijdom van 's-Hertogenbosch, die "gevrijd" was oftewel vrijgemaakt en onttrokken was aan het rechtstreekse gezag van de hertog van Brabant. Alle inwoners van de vrijdom waren “Bossche poorters” met alle daaraan verbonden rechten en plichten.
De relatie met 's-Hertogenbosch is erg ingrijpend geweest. Voor de rechtspraak moest men in eerste instantie bij de Bossche schepenbank terecht. Aanvankelijk was men in bestuurlijk opzicht van dit college afhankelijk. Vanaf de 17e eeuw ontwikkelde zich hier een eigen bestuurlijk apparaat met burgemeesters, dijkmeesters en armmeesters. Afhankelijkheid van 's-Hertogenbosch was er lange tijd in godsdienstig opzicht. Tot 1569 behoorde Den Dungen tot de parochie van de St. Jan in 's-Hertogenbosch. Daarnaast was er een economische afhankelijkheid. Door de nabijheid van de stad en de goede grond werd er veel tuinbouw bedreven. De stad vormde een prima afzetgebied voor allerlei agrarische producten. Omgekeerd was Den Dungen voor 's-Hertogenbosch belangrijk, namelijk voor de voedselvoorziening. Niet voor niets werd een gedeelte van de Bossche markt "de Dungense markt" genoemd.
Door de eeuwen heen is ook Den Dungen niet aan krijgshandelingen ontsnapt, vooral in de 16e en 17e eeuw. Strooptochten door Geldersen en de verschillende belegeringen van 's-Hertogenbosch teisterden toen Den Dungen. De stad bleek niet alleen welvaart te brengen, maar trok ook onheil aan.
Van grote betekenis voor Den Dungen was de inname van 's-Hertogenbosch in 1629 door Frederik Hendrik van Oranje. Niet alleen omdat vele huizen vernield werden, maar met name omdat de Meierij hierdoor als generaliteitsland onder gezag van de Staten-Generaal kwam te staan. Gevolg hiervan was dat de uitoefening van de katholieke godsdienst verboden werd. De bevolking, die nagenoeg helemaal katholiek was, moest voortaan in een schuurkerk haar geloof belijden. De katholieke kerk ging over in handen van de Nederduits Gereformeerde Kerk. Tijdens het Koningschap van Lodewijk Napoleon werd de kerk in 1807 aan de katholieken teruggegeven.

### Bevolking
In 1810 werd Den Dungen een zelfstandige gemeente, nadat pogingen om Sint-Michielsgestel en Den Dungen samen te voegen op niets waren uitgelopen. Den Dungen is eeuwenlang een overwegend agrarisch dorp geweest. Het percentage van de beroepsbevolking dat werkzaam is in de landbouw bedroeg: 1930 - 62,5%, 1947 - 49,1%, 1960 - 27,9%, 1986 - 11,2%.
Hierna is het teruggelopen tot enkele procenten. Het grondgebruik is evenwel nog overwegend agrarisch, zodat Den Dungen in zekere zin nog steeds een agrarisch dorp kan worden genoemd.
Hoewel Den Dungen tegenwoordig een klein bedrijventerrein kent, Het Schild, is er nooit veel industriële bedrijvigheid geweest. Grote werkplaatsen en fabrieken heeft Den Dungen nooit gekend. De Dungense bevolking is in de twintigste eeuw sterk gegroeid. Belangrijk in dit verband was het openzetten van de deuren voor niet-Dungenaren in de jaren zestig van de twintigste eeuw. Tot dan toe was Den Dungen een erg gesloten gemeenschap. De Dungense bevolking maakte vanaf 1400 de volgende groei door 1400 - 400 à 600, 1600 - 700 à 1050, 1815 - 1270, 1900 - 1347, 1935 - 2084, 1965 - 3266.

### Maaskantje

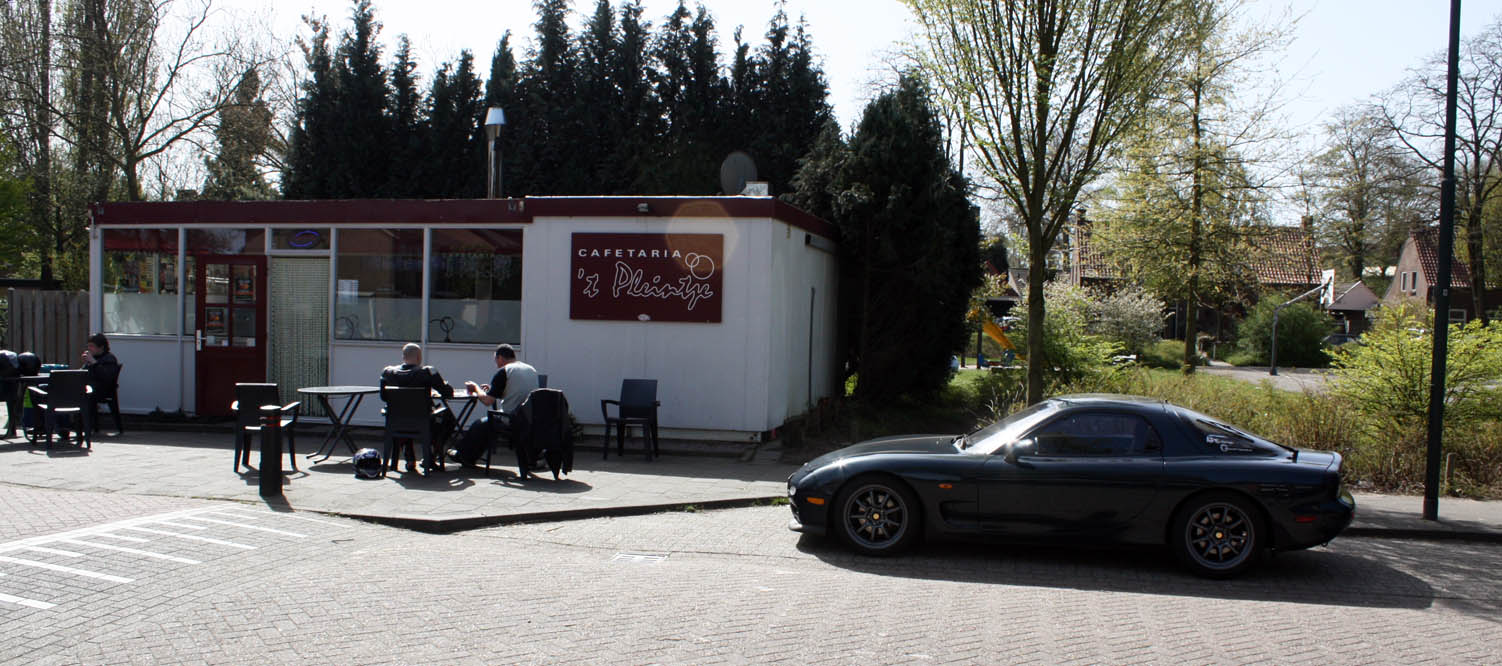
Cafetaria 't Pleintje in Den Dungen, in de serie New Kids gepresenteerd als in Maaskantje

Door de eeuwen heen is er een bijzondere relatie geweest tussen Den Dungen en het Maaskantje. Geografisch lijkt het één dorp, maar is dat zeker niet. Het Maaskantje maakte deel uit van een soort enclave die – evenals de Vrijdom van ’s-Hertogenbosch – niet onder het gezag stond van de hertog van Brabant, maar toebehoorde aan de bisschop van Luik. Later werd het in leen gegeven aan de heren van Herlaer.
De naam Maaskantje komt, voor zover bekend, in 1662 voor het eerst in oude archiefstukken voor. Wat betreft de verklaring van de naam biedt een dijkregister uit 1735 (van het voormalige waterschap van dat gebied) zeer waarschijnlijk dé oplossing. Op de eerste pagina van dat dijkregister staat geschreven: “Dijckcedulle van de Maasdijck aan de dungense Cant”. Wetende dat het water van de Beerse Maas tot hier reikte, heeft het er alle schijn van dat hierin de herkomst van de naam Maaskantje is gelegen. Een andere meer waarschijnlijke lezing is dat het met drassige grond (moeras) te maken heeft. In het dialect spreekt men van Moskentje, terwijl het dialect voor Maas, Moas is.
De comedyserie New Kids was een sketchshow op de Nederlandse televisiezender van Comedy Central met korte sketches, die zich grotendeels afspeelden in Den Dungen, maar gepresenteerd werden als in Maaskantje.

### Gemeentelijke herindeling
Per 1 januari 1996 werd de gemeente Den Dungen opgeheven en werd ze samen met Sint-Michielsgestel, Berlicum en Gemonde samengevoegd tot de nieuwe gemeente Sint-Michielsgestel. Hiermee kwam er een einde aan de merkwaardige grenssituatie tussen Den Dungen en het Maaskantje. Vóór 1996 liep de grens midden door het dorp, waarbij aan de ene kant van de straat Dungens grondgebied en aan de andere kant Gestels grondgebied was. Na eeuwen lijkt het dorp geografisch één geworden, de grenzen zijn er nog steeds en herkenbaar vanwege het postcodegebruik. Op 1 januari 2005 telde Den Dungen – Maaskantje 6040 inwoners.
De laatste gemeenteraad van Den Dungen bestond uit 11 leden inclusief wethouders. Dit waren: Toon van Son, Theo Raaymakers, René van de Westelaken, Willie Verlande, Wil Hairwassers, Huub van Boxtel, Rien Meulenbroek, Frank de Haas en Hans Foolen, wethouders Harrie Maas en Cor Leijten. De burgemeester was Wil de Laat. De raad was onderverdeeld in CDA-Den Dungen, Initiatief Den Dungen, Werknemerspartij De Samenwerking, De Nieuwe Lijst, Het Nieuw Elan en Het Dungens Belang. De CDA afdeling ging samen met hun zusterpartijen uit Berlicum en Sint-Michielsgestel. De Nieuwe lijst, Het Nieuw Elan en Het Dungens Belang gingen samen met andere plaatselijke partijen op in de Plaatselijke Politieke Alliantie.

## Bezienswaardigheden
De centrale gebouwen in Den Dungen staan alle bij elkaar op een soort driesprong die nauwelijks het karakter van een pleintje heeft.
- Sint-Jacobus de Meerderekerk, met een oude begraafplaats eromheen.
- De Blauwe Scholk is een voormalige meisjesschool uit 1894. De naam is afkomstig van een land dat regelmatig onder water stond en in de winter bevroor (scholk = schots of schort). Sinds opening van de Litserborg het nieuwe dorpshuis in 2014 staat het gebouw leeg.
- Windmolen De Pelikaan te Maaskantje.
- Hotel Boer Goossens, uit 1795.
- Pastorie, aan Grinsel 2, achter de kerk, uit 1822, met links ervan een koetshuis. Het was een groot en deftig gebouw. In 1855 werd het nog uitgebreid met een congregatiekapel. De pastorie is een rijksmonument.
- Heilig Hartbeeld in een plantsoen.
- Voormalig raadhuis, uit 1877.
- Het Arboretum "d'n Hooidonk" is in 1974 begonnen als een hobby van Frans en Mia van den Biggelaar, telt nu 1250 verschillende bomen en struiken, waaronder zeer bijzondere. In 2010 werd het arboretum geopend en het is vrij toegankelijk. Het arboretum is 5 ha groot en heeft de status van landgoed.
- De Dungense Brug, een iconische brug waar Ronnie (New Kids) en Corry Konings het populaire anthem Hoeren neuken, nooit meer werken zongen in de speelfilm New Kids Nitro.

## Natuur en landschap
De omgeving van Den Dungen bestaat vooral uit landbouwgebied. Van belang is de Ringdijk met de wielen.

## Verenigingen
Verenigingen in Den Dungen zijn onder meer:
- Voetbalvereniging RKVV Den Dungen
- Korfbalvereniging Flash
- Paardrijvereniging Sint Jacobus
- Harmonie Wilhelmina
- Basketbalvereniging Den Dungk
- Volleybalvereniging HLB Van Daal/DS
- Dansschool LiFe Dance
- Judovereniging Yushi Ghasi
- Volksdansgroep Brabants Bont
- Jeugdkoor Triangel
- Gilde St. Catharina Den Dungen

## Voorzieningen
In Den Dungen en Maaskantje samen zijn twee basisscholen: basisschool Fonkel in Den Dungen (de voormalige St. Jozefschool en 't Kiemveld zijn gefuseerd) en op het Maaskantje de Wegwijzer. Voor vervolgonderwijs kan men naar 's-Hertogenbosch, Sint-Michielsgestel, Schijndel, Heeswijk-Dinther, Rosmalen of Vught. Er is een supermarkt naast een aantal kleine winkels. Het dorp heeft een winkelcentrum: Het Gewant.

## Bekende personen
- Helenus Marinus Speelman Wobma (1787-1867), jurist
- Adrianus Godschalk (1819-1892), bisschop
- Marinus van Grinsven (1885-1950), priester en redemptorist
- Frans Joseph Cornelis Maria van Rijckevorsel (1907−1959), burgemeester
- Godfried Frans Maria van Voorst tot Voorst (1907–1983), burgemeester
- Frans van Lanschot (1909–1999), burgemeester
- Tom Blom (1946–2017), radio- en televisiepresentator
- Frans Goossens (1945), architect, beeldhouwer en vormgever
- Toon Michiels (1950-2015), fotograaf en grafisch vormgever.
- Jan van Grinsven (1960), voetbalkeeper
- Bart Gabriëls (1984), honkballer